# Reaktionshastighed
Reaktionshastighed udgør fundamentet i teoretiseringen af kemisk reaktionskinetik. Reaktionshastigheden defineres som ændringen af en reaktants eller et produkts koncentration pr. tidsenhed. Reaktionshastighed måles i enheden molær pr. tidsenhed, typisk pr. sekund.

## Matematisk definition
Af ovenfornævnte definition følger, at reaktionshastigheden {\displaystyle v} for reaktionen A → B til tiden {\displaystyle t} kan udtrykkes som:
{\displaystyle v={\frac {d[B]}{dt}}}
Da de støkiometriske forhold er 1 : 1, kan reaktionshastigheden også udtrykkes ved:
{\displaystyle v={\frac {-d[A]}{dt}}}
Ligeledes kan reaktionshastigheden for reaktionen aA + bB → cC + dD udtrykkes ved:
{\displaystyle v=a^{-1}{\frac {-d[A]}{dt}}=b^{-1}{\frac {-d[B]}{dt}}=c^{-1}{\frac {d[C]}{dt}}=d^{-1}{\frac {d[D]}{dt}}}
At reaktionshastigheden kan udtrykkes ved hver enkel reaktant / produkt, er meget brugbart, da der oftest er ét stof, hvis koncentration er lettest at bestemme.

## Massevirkningsloven
Massevirkningsloven eller Guldberg-Waages lov antager at hastigheden, hvormed en reaktionen aA + bB + cC + ... + mM → nN + oO + ... zZ forløber, kan beskrives ved en konstant {\displaystyle k(T)} og reaktanternes koncentrationen opløftet i en anden konstant:
{\displaystyle v=k(T)\cdot [A]^{\alpha }\cdot [B]^{\beta }\cdot [C]^{\chi }\cdot \ldots \cdot [M]^{\mu }}
Eksponenterne α, β, χ, ..., μ, der indgår i udtrykket for massevirkningsloven, er ikke støkiometriske koefficienter. De er oftest heltallige positive tal, der er svære at beregne, men snarere skal eftervises eksperimentelt. En reaktions orden defineres som summen af eksponenterne, der indgår i udtrykket for massevirkningsloven.
Den svenske kemiker Svante Arrhenius viste, at konstanten k(T), kaldet hastighedskonstanten, afhænger af temperaturen for de fleste reaktioner på følgende måde:
{\displaystyle k(T)=Ae^{-{\frac {E_{a}}{RT}}}}
Hvor Ea er aktiveringsenergien, R gaskonstanten, T den absolutte temperatur og A den føreksponentielle faktor. A og Ea er reaktionsafhængige konstanter – de afhænger af hvilken reaktion, der er tale om.
Da reaktionshastighedens enhed altid er koncentration pr. tidsenhed, afhænger hastighedskonstantens enhed af reaktionsordnen.

## Generelle udtryk
I de to ovenstående afsnit findes to forskellige måder at beskrive en reaktions reaktionshastighed på. Stilles disse op overfor for hinanden, kan det fremkomne udtryk løses som en differentialligning. Ud fra løsningerne kan det afgøres, hvilken orden reaktionen er. Dette danner grundlag for følgende tabel:
|                                | Nulte orden                           | Første orden                              | Anden orden                                              | nte orden |
| ------------------------------ | ------------------------------------- | ----------------------------------------- | -------------------------------------------------------- | --- |
| Massevirkningslov:             | {\displaystyle -{\frac {d[A]}{dt}}=k} | {\displaystyle -{\frac {d[A]}{dt}}=k[A]}  | {\displaystyle -{\frac {d[A]}{dt}}=k[A]^{2}}             | {\displaystyle -{\frac {d[A]}{dt}}=k[A]^{n}}                                                                       |
| Integrerede massevirkningslov: | {\displaystyle \ [A]=[A]_{0}-kt}      | {\displaystyle \ [A]=[A]_{0}e^{-kt}}      | {\displaystyle {\frac {1}{[A]}}={\frac {1}{[A]_{0}}}+kt} | {\displaystyle {\frac {1}{[A]^{n-1}}}={\frac {1}{{[A]_{0}}^{n-1}}}+(n-1)kt} [bortset fra første ordens reaktioner] |
| Hastighedskonstantens enhed    | {\displaystyle {\frac {M}{s}}}        | {\displaystyle {\frac {1}{s}}}            | {\displaystyle {\frac {1}{M\cdot s}}}                    | {\displaystyle {\frac {1}{M^{n-1}\cdot s}}}                                                                        |
| Lineær plot, hvor k bestemmes  | {\displaystyle [A]\ {\mbox{mod}}\ t}  | {\displaystyle \ln([A])\ {\mbox{mod}}\ t} | {\displaystyle {\frac {1}{[A]}}\ {\mbox{mod}}\ t}        | {\displaystyle {\frac {1}{[A]^{n-1}}}\ {\mbox{mod}}\ t} [bortset fra første ordens reaktioner]                     |

## Faktorer ved reaktionshastighed
En række faktorer har betydning for, hvor hurtigt en reaktion forløber:
- temperatur – groft sagt giver en stigning på 10 grader Celsius en fordobling af hastigheden
- katalysatorer
- overfladeareal
- stofmængdekoncentration
- intensitet af bestråling